# Noé Calleja
Noé Calleja García (Gijón, 5 de noviembre de 1979) es un exfutbolista y entrenador español que jugaba de portero. En 2020 se incorporó a la dirección deportiva del Real Sporting de Gijón como adjunto de Javi Rico.

## Clubes
| Club             | País   | Año       |
| ---------------- | ------ | --------- |
| Real Oviedo "B"  | España | 2001-2002 |
| Real Oviedo      | España | 2002-2003 |
| Getafe CF        | España | 2003-2004 |
| Algeciras CF     | España | 2004-2005 |
| Cultural Leonesa | España | 2005      |
| Real Jaén CF     | España | 2005-2008 |
| CD Puertollano   | España | 2008-2010 |
| UP Langreo       | España | 2010-2014 |

## Entrenador
Ha sido ojeador en el Levante Unión Deportiva.